# حظر البرقع في أستراليا

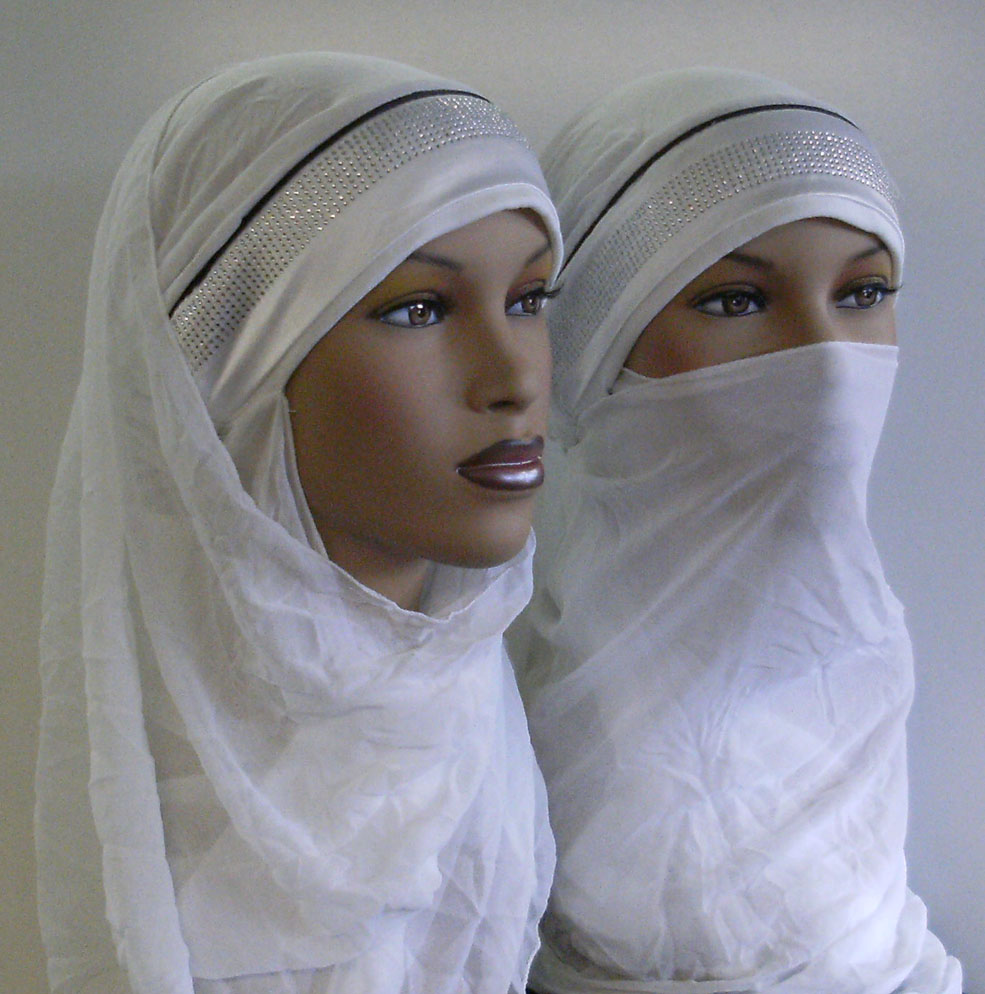

حظر البرقع في أستراليا هناك جدل مستمر في أستراليا حول إمكانية فرض حظر على ارتداء النقاب أو البرقع، وهو شكل محافظ من ملابس النساء الإسلاميات. يوجد حاليًا 14 دولة حظرت البرقع، هي: النمسا وفرنسا وبلجيكا والدنمارك وألمانيا وهولندا، لاتفيا، بلغاريا، الكاميرون، تشاد، الكونغو، الغابون، الصين.

## ملخص النقاش
في سبتمبر 2011 أقرت ولاية نيو ساوث ويلز وهي أكبر ولاية من حيث عدد السكان في أستراليا قانون تعديل تشريعات تحديد الهوية لعام 2011 الذي يتطلب من شخص ما إزالة غطاء الوجه إذا طلب مسؤول حكومي ذلك. يُنظر إلى القانون على أنه رد على دعوى قضائية في عام 2011 حيث أدينت امرأة في سيدني بادعاء كاذب في أن شرطي مرور حاول إزالة نقابها.
في أعقاب أزمة الرهائن في مسرح موسكو في عام 2002، سأل السياسي الأسترالي فريد نايل عما إذا كان وزير شرطة الدولة آنذاك سوف يفكر في حظر تغطية الجسم كامل كتلك التي ارتداها المقاتلون الشيشانيون من البرلمان وأماكن التجمعات العامة من أجل منع نقل الأسلحة أو الأجهزة المتفجرة. في 23 يونيو 2010 قدمت نايل مشروع قانون إلى المجلس التشريعي لتجريم ارتداء الجمهور لأي غطاء للوجه يمنع تحديد هوية مرتديها، يشمل ذلك البرقع والنقاب. في عام 2014 طرح مشروع قانون يحظر البرقع والنقاب.
في عام 2010 كتب السناتور كوري برناردي مقال رأي يدعو إلى حظر ارتداء النقاب في الأماكن العامة.
في سبتمبر 2014 أعلن السناتور جاكي لامبي عن خطط لإدخال مشروع قانون عضو خاص يهدف إلى حظر البرقع في أستراليا. في فبراير 2017 قدمت مشروع قانون لعضو خاص من شأنه تعديل قانون العقوبات الجنائي لعام 1995 لجعل ارتداء الأغطية الكاملة في الأماكن العامة أمرًا غير قانوني، ما لم يكن ذلك ضروريًا لأغراض معينة.

## دعاة بارزون للحظر
- فريد النيل (سياسي).
- كوري برناردي (سياسي).
- جاكي لامبي (سياسي).
- بولين هانسون (سياسي).
- جورج كريستنسن (سياسي).